# Gravuras rupestres de Lomar
As Gravuras Rupestres de Lomar são um núcleo de arte rupestre localizado no lugar de Lomar, freguesia de Luzim, no Município de Penafiel.
O núcleo integra quase 100 gravuras de motivos variados, talhados num pequeno penedo granítico aplanado que se destaca do solo. Entre os símbolos representados abundam os pedamorfos, agrupados e alinhados em diferentes posições, inúmeras fossetes e ainda alguns motivos halteriformes e paracirculares.
Desconhece-se o verdadeiro significado destes núcleos artísticos bem como a simbologia dos motivos representados. Os pedamorfos, por exemplo, muito comuns neste tipo de arte rupestre, são normalmente interpretados como a representação esquemática do pé humano, podendo associar-se à ideia de um percurso ou caminhada. Há contudo, várias interpretações que relacionam esta arte esquemática e abstracta não só com a sacralização dos lugares, mas também como a delimitação territorial e/ou com rituais iniciáticos.

## Classificação
O processo de classificação pelo IGESPAR tem sido algo conturbado, tendo sido adiada a sua conclusão já por duas vezes.